# Fiat (Radsportteam)
Fiat war ein französisches Radsportteam, das von 1978 bis 1979 bestand. Nicht zu verwechseln mit dem Team Fiat France.

## Geschichte
Das Team wurde 1978 unter Raphaël Géminiani gegründet. Neben den Siegen wurde ein zweiter Platz beim Grand Prix Midi Libre, dritte Plätze bei der Tour de l’Oise, beim Grand Prix de Mauléon-Moulins und der Tour Cycliste du Tarn, Platz 4 bei der Mittelmeer-Rundfahrt und Platz 7 bei Bordeaux-Paris erreicht. 1979 wurde Platz 2 beim GP Monaco und Maël-Pestivien, Platz 3 bei der Tour du Vaucluse, fünfte Plätze beim Grand Prix Pino Cerami, der Tour Cycliste du Tarn sowie Platz 6 beim Circuit de l’Indre erwirkt. Nach der Saison 1979 löste sich das Team auf.

## Erfolge
1978
- eine Etappe Mittelmeer-Rundfahrt
- eine Etappe Vier Tage von Dünkirchen

1979
- eine Etappe Tour Cycliste du Tarn

## Weitere Platzierungen
| Grand Tour         | 1978 | 1979 |
| ------------------ | ---- | ---- |
| Tour de FranceTour | 23   | 19   |

## Bekannte ehemalige Fahrer
- Jean-Jacques Fussien (1978)
- Philippe Tesnière (1978–1979)
- Paul Sherwen (1978–1979)
- Serge Beucherie (1978–1979)
- Robert Alban (1979)
- Alain Meslet (1979)